# Heyndrickxia
Heyndrickxia – rodzaj Gram-dodatnich bakterii (czasem o słabym barwieniu) z rzędu Bacillales i rodziny Bacillaceae. Został wydzielony z dawniej szerokiego taksonu Bacillus w wyniku analiz filogenetycznych i genomowych.

## Gatunki
Jak dotąd opisano co najmniej trzy gatunki w tym rodzaju (w tym H. sporothermodurans), a nowe kombinacje gatunkowe są przedmiotem badań nad restrukturyzacją rodzaju Bacillus.

## Morfologia i fizjologia
- Kształt pręcikowaty, często występuje zdolność do wytwarzania przetrwalników.
- Większość gatunków jest ruchliwa, katalazo- i oksydazo-dodatnia.
- Odporność termiczna — wzrost w zakresie 20–55?°C, optymalnie 30–45?°C.
- Bakterie barwią się Gram-dodatnio.

## Taksonomia i etymologia
Rodzaj został nazwany na cześć profesora Marca Heyndrickxa za zasługi w badaniach nad Bacillus. Powstał w wyniku rewizji filogenetycznej, mającej na celu uporządkowanie taksonu Bacillus na grupy monofiletyczne.

## Znaczenie
Heyndrickxia występuje głównie w środowisku związanym z produkcją mleka i przetwórstwem mleczarskim (m.in. surowe mleko, pasze), gdzie jej zdolność do przetrwalnikowania ma istotne znaczenie dla kontroli jakości w przemyśle spożywczym.